# Antodynerus ardens
Antodynerus ardens är en stekelart som först beskrevs av Félix Édouard Guérin-Méneville 1848.  Antodynerus ardens ingår i släktet Antodynerus och familjen Eumenidae. Utöver nominatformen finns också underarten A. a. junodi.